# Campeonato Mundial de Luge de 1955
O Campeonato Mundial de Luge de 1955 foi a primeira edição da competição e foi disputada entre os dias 5 e 6 de fevereiro na cidade de Oslo, Noruega.

## Medalhistas
| Evento                        | Ouro                                   | Ouro    | Prata                               | Prata | Bronze                                       | Bronze |
| Individual masculino detalhes | NOR Anton Salvesen                     | 8:08.59 | AUT Josef Thaler                    | +1.94 | AUT Josef Isser                              | +6.62  |
| Individual feminino detalhes  | AUT Karla Kienzl                       | 8:27.98 | AUT Maria Isser                     | +6.14 | GER Marianne Bauer                           | +15.87 |
| Duplas detalhes               | AUT Áustria Hans Krausner Josef Thaler | 4:00.10 | AUT Áustria Josef Isser Maria Isser | +1.82 | GER Alemanha Josef Strillinger Fritz Nachmnn | +10.98 |

## Quadro de medalhas
| Ordem | País               |   |   |   |   |
| 1     | Áustria            | 2 | 3 | 1 | 6 |
| 2     | Noruega            | 1 |   |   | 1 |
| 3     | Alemanha Ocidental |   |   | 2 | 2 |